# 測量の日

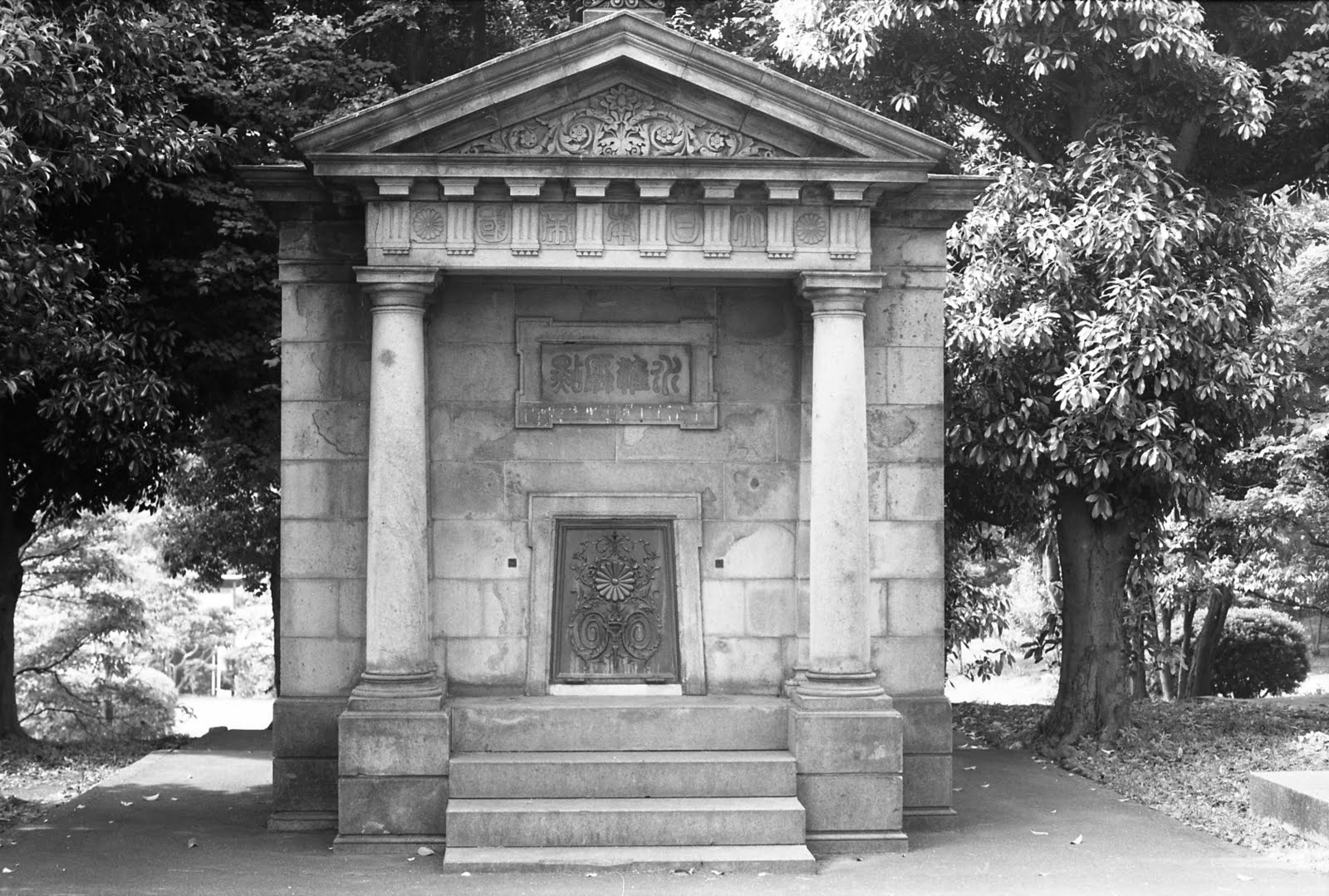
日本水準原点標庫

測量の日（そくりょうのひ）は、1989年（平成元年）に当時の建設省（現・国土交通省）によって制定された記念日。6月3日。
「測量法」（法律第188号）が公布された1949年（昭和24年）6月3日に由来する。測量は国土の利用、社会資本の整備等国民生活の安全性・快適性の向上に重要な役割を果たしてきたが、測量についての国民の認識や社会的評価が必ずしも高いとはいえず、測量成果が不適切に扱われている問題も生じていたため、日本で測量の意義及び重要性に対する国民の理解と関心を高めることを目的としている。この日をイメージした「マッピーくん」というキャラクターが存在する。
国土地理院が運営する地図と測量の科学館（茨城県つくば市）では毎年6月、測量の日にあわせて企画イベントを開催している。また、国の機関や関係団体が関係機関の協力を得て、平成元年から毎年「測量の日」を中心に、全国各地で各種行事等の活動が行われている。また関東地方測量部では、「測量の日」の記念行事として、日本水準原点の一般公開を実施している。